# Rui António da Cruz
Rui António da Cruz ist ein Politiker aus Osttimor. Er ist Mitglied der FRETILIN. Silva wurde bei den Wahlen 2001 auf Platz 22 der FRETILIN-Liste in die Verfassunggebende Versammlung gewählt, aus der mit der Entlassung in die Unabhängigkeit am 20. Mai 2002 das Nationalparlament Osttimors wurde. Bei den Parlamentswahlen in Osttimor 2007 trat Amaral nicht mehr als Kandidat an.